# Acte 11 de la Coupe Louis Vuitton 2007
L'Acte 11 de la Coupe Louis Vuitton 2007 est une compétition de la Coupe de l'America 2007. Elle a eu lieu du 19 mai au 21 mai 2006 à Valence. C'est une régate en flotte.

## Participants
| Syndicat                           | Pays             |
| BMW Oracle Racing                  | États-Unis       |
| Team Shosholoza                    | Afrique du Sud   |
| Emirates Team New Zealand          | Nouvelle-Zélande |
| Luna Rossa Challenge               | Italie           |
| K-Challenge                        | France           |
| Victory Challenge                  | Suède            |
| Desafío Español 2007               | Espagne          |
| Mascalzone Latino - Capitalia Team | Italie           |
| United Internet Team Germany       | Allemagne        |
| China Team                         | Chine            |
| +39 Challenge                      | Italie           |

## Programme
| Date        | Événement        | Résultat |
| 19 mai 2006 | régate en flotte | 1. Victory Challenge 1 h 26 min 10 s 2. Mascalzone Latino - Capitalia Team à 1 min 39 s 3. +39 Challenge à 3 min 10 s 4. Emirates Team New Zealand à 3 min 13 s 5. Team Shosholoza à 3 min 40 s 6. Alinghi à 4 min 18 s 7. K-Challenge à 5 min 22 s 8. Desafío Español 2007 à 5 min 33 s 9. BMW Oracle Racing à 5 min 50 s 10. Luna Rossa Challenge à 6 min 27 s 11. United Internet Team Germany à 6 min 47 s 12. China Team 6 min 59 s |
| 19 mai 2006 | régate en flotte | 1. Alinghi 1h23 2. Luna Rossa Challenge à 1 min 52 s 3. Desafío Español 2007 à 2 min 37 s 4. K-Challenge à 3 min 55 s 5. Team Shosholoza à 4 min 26 s 6. BMW Oracle Racing à 5 min 46 s 7. Emirates Team New Zealand à 6 min 33 s 8. Victory Challenge à 7 min 17 s 9. China Team à 7 min 36 s 10. Mascalzone Latino - Capitalia Team à 7 min 50 s 11. +39 Challenge à 10 min 07 s 12. United Internet Team Germany à 7 min 53 s         |
| 20 mai 2006 | régate en flotte | 1. Alinghi 2. Emirates Team New Zealand 3. Luna Rossa Challenge 4. BMW Oracle Racing 5. Mascalzone Latino - Capitalia Team 6. Team Shosholoza 7. +39 Challenge 8. K-Challenge 9. Desafío Español 2007 10. United Internet Team Germany 11. Victory Challenge 12. China Team |
| 19 mai 2006 | régate en flotte | 1. Luna Rossa Challenge 2. BMW Oracle Racing 3. Alinghi 4. Mascalzone Latino - Capitalia Team 5. Emirates Team New Zealand 6. +39 Challenge 7. K-Challenge 8. Team Shosholoza 9. Desafío Español 2007 10. Victory Challenge 11. United Internet Team Germany 12. China Team |
| 21 mai 2006 | régate en flotte | 1. Alinghi en 1 h 23 min 41 s 2. Emirates Team New Zealand à 1 min 27 s 3. BMW Oracle Racing à 1 min 49 s 4. Luna Rossa Challenge à 2 min 15 s 5. Mascalzone Latino - Capitalia Team à 2 min 16 s 6. +39 Challenge à 2 min 26 s 7. K-Challenge à 2 min 53 s 8. Team Shosholoza à 3 min 13 s 9. Desafío Español 2007 à 3 min 34 s 10. United Internet Team Germany à 3 min 47 s 11. Victory Challenge à 4 min 10 s 12. China Team         |

## Classement final
| Rang | Syndicat                           | Points |
| 1e   | Alinghi                            | 53     |
| 2e   | Luna Rossa Challenge               | 45     |
| 3e   | Emirates Team New Zealand          | 45     |
| 4e   | BMW Oracle Racing                  | 41     |
| 5e   | Mascalzone Latino - Capitalia Team | 39     |
| 6e   | Team Shosholoza                    | 33     |
| 7e   | K-Challenge                        | 32     |
| 8e   | +39 Challenge                      | 31     |
| 9e   | Desafío Español 2007               | 26     |
| 10e  | Victory Challenge                  | 24     |
| 11e  | United Internet Team Germany       | 13     |
| 12e  | China Team                         | 6      |